# Croton yangchunensis
Espèce
Croton yangchunensis est une espèce de plantes à fleurs du genre Croton et de la famille des Euphorbiaceae, présente en Chine (Guangdong).